# Merneith
Merneith (2925 TCN—?; còn được biết dưới các cái tên Meritnit, Meryet-Nit hoặc Meryt-Neith) là một Vương hậu nhiếp chính của Ai Cập cổ đại thuộc Vương triều thứ nhất. Bà có thể đã tự mình cai trị Ai Cập, dựa theo một số ghi chép chính thức - nếu điều này là chính xác thì bà sẽ là vị nữ Pharaon đầu tiên và còn là vị Nữ vương đầu tiên được ghi lại trong các ghi chép lịch sử.
Bà trị vì vào khoảng thế kỷ 30 TCN, và vẫn chưa được xác định rõ. Tên của Merneith có nghĩa là "Tình yêu của Neith" và tấm bia của bà có chứa các biểu tượng của vị thần này. Bà có thể là con gái của Djer, và có lẽ là chính cung vương hậu của Djet. Bà cũng là mẹ của Den, vị vua kế vị bà.

## Gia đình
Tên của Merneith xuất hiện trên một loạt các vết dấu triện và những chiếc bát được chạm khắc cùng với tên của các vị vua như Djer, Djet và Den. Merneith có thể là con gái của Djer, nhưng lại không có bằng chứng nào chứng minh cho điều này. Bời vì bà là mẹ của pharaon Den cho nên rất có thể Merneith là vợ của vua Djet. Tuy nhiên, danh tính người mẹ của bà hiện vẫn chưa được biết đến.
Các nhà khảo cổ học cũng đã tìm thấy một con dấu bằng đất sét khi khai quật ngôi mộ của con trai bà, Den, nó khắc dòng chữ "Người Mẹ của đức vua, Merneith". Chúng ta biết được rằng cha của Den là vua Djet, do đó có nhiều khả năng Merneith chính là vương hậu của Djet.

## Tiểu sử
Merneith được tin là đã lên ngôi Pharaoh sau khi Djet qua đời. Tuy nhiên, tước hiệu của bà lại đang nằm trong vòng tranh cãi. Có lẽ người con trai của bà, vua Den, còn quá nhỏ tuổi để có thể cai trị vào lúc vua Djet qua đời, vì vậy có thể bà đã cai trị như là người nhiếp chính cho đến khi Den đủ tuổi để có thể tự mình cai trị. Trước đó, Neithhotep cũng được cho là đã cai trị theo cách thức tương tự như vậy sau khi người chồng của bà ta, Narmer, qua đời và người con trai của ông ta cũng còn quá nhỏ tuổi để có thể tự mình cai trị.
Tên của bà ta còn được viết theo cách giống như cách viết tên của các vị vua đó là nằm trong một serekh và trên một dấu triện được tìm thấy ở Naquada. Điều này có nghĩa là Merneith có thể thực sự là người phụ nữ thứ hai thuộc vương triều đầu tiên của Ai Cập đã thực sự cai trị như một Pharaon. Bằng chứng chắc chắn nhất cho thấy Merneith thực sự đã cai trị Ai Cập như một pharaon là đến từ ngôi mộ của bà.
Ngôi mộ này nằm ở Abydos(ngôi mộ Y) là ngôi mộ duy nhất thuộc về một người phụ nữ và nằm trong khu vực của các vị pharaon. Merneith được chôn cất gần với ngôi mộ của Djet và Den. Ngôi mộ của bà có cùng quy mô giống như ngôi mộ của các vị vua khác cùng thời. Hai tấm bia mộ bằng đá khắc tên bà cũng được phát hiện gần ngôi mộ. Tuy nhiên, tên của Merneith không được ghi lại trong các bản danh sách vua vào thời Tân vương quốc sau này. Một dấu triện khác được tìm thấy trong ngôi mộ của vua Qa'a mà trên đó có chứa danh sách các vị vua của vương triều thứ nhất lại không đề cập đến triều đại của Merneith. Một vài bằng chứng khác còn tồn tại tới ngày nay về Merneith như:
- Tên của Merneith xuất hiện trên một dấu triện được tìm thấy trong ngôi mộ của con trai bà, Den. Dấu triện này liệt kê tên của các vị vua thuộc triều đại đầu tiên và tên của Merneith cũng xuất hiện trong bản danh sách đó. Bà là người phụ nữ duy nhất có tên trong bản danh sách này. Tất cả các tên xuất hiện trong bản danh sách này đều là tên Horus của các vị vua. Tuy nhiên, tên của Merneith lại đi kèm theo tước hiệu "Người Mẹ của đức vua".
- Tên của Merneith có thể cũng đã có mặt trên tấm bia đá Palermo.[4]
- Các hiện vật được tìm thấy trong ngôi mộ mastaba lớn (Nr 3503, 16 x 42 m) ở Saqqara, tại đây tên của bà đã được tìm thấy trong các dòng chữ khắc trên các bình đá, lọ, cũng như các vết dấu triện. Đặc biệt, có một con dấu ở Saqqara khắc tên của Merneith trong một serekh[4].
- Một nhóm các ngôi mộ từ nghĩa trang ở Shunet el-Zebib. Những ngôi mộ này có niên đại thuộc về triều đại của Merneith[5]
- Tên của Merneith được tìm thấy trên các hiện vật thuộc ngôi mộ của vua Djer ở Umm el-Qa'ab.

## Lăng mộ

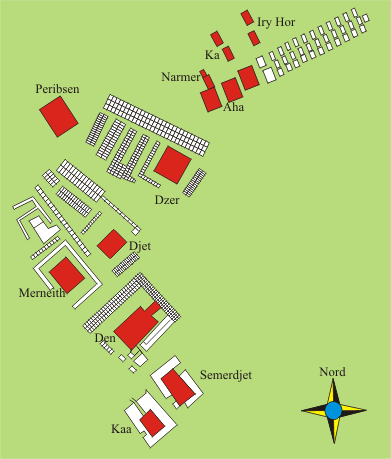
Nghĩa địa B, Umm el-Qa'ab. Những ngôi mộ của các pharaon thuộc vương triều thứ nhất và thứ hai của Ai Cập.

Sơ đồ phòng chôn cất chính trong ngôi mộ của Merneith.

Tại Abydos, ngôi mộ của Merneith được phát hiện nằm trong khu vực Umm el-Qa'ab cùng với lăng mộ của các pharaoh khác thuộc vương triều thứ nhất. Hai tấm bia mộ bằng đá mà đã giúp xác định bà chính là chủ nhân của ngôi mộ này cũng đã được tìm thấy tại đây.
Năm 1900, Flinders Petrie đã khám phá ra ngôi mộ của Merneith, và dựa vào quy mô của nó, ông ta tin rằng nó thuộc về một vị pharaon chưa từng biết đến trước đây. Ngôi mộ đã được khai quật và cho thấy nó bao gồm một căn phòng chôn cất ngầm lớn và được bao quanh bởi những dãy mộ nhỏ, với ít nhất 40 ngôi mộ phụ dành để chôn chất những người hầu. Những người hầu này được cho là để hầu hạ chủ nhân của họ khi bước sang thế giới bên kia. Việc chôn theo những người hầu cùng với nhà vua vốn là một phần trong nghi thức mai táng các vị pharaon thuộc vương triều thứ nhất.
Bên trong ngôi mộ của bà, các nhà khảo cổ còn phá hiện ra một chiếc thuyền mặt trời, nó mang ý nghĩa đó là có thể giúp cho bà du hành cùng với vị thần mặt trời khi bước sang thế giới bên kia.

## Chú giải
1. ↑  vergl. Günter Dreyer, in: Mitteilungen des Deutschen Archäologischen Instituts, Abteilung Kairo. (MDIAK) Bd. 43, von Zabern, Mainz 1986, S. 115-119.
2. 1 2  Wilkinson, Toby A.H. Early dynastic Egypt Routledge; 1 edition (14 Jun 2001) ISBN 978-0-415-26011-4 p.74
3. ↑  Aidan Dodson & Dyan Hilton: The Complete Royal Families of Ancient Egypt. Thames & Hudson, 2004, ISBN 0-500-05128-3, p.140
4. 1 2 3 4 5  J. Tyldesley, Chronicle of the Queens of Egypt, 2006, Thames & Hudson
5. ↑  Porter and Moss  Topographical Bibliography; Volume V Upper Egypt Griffith Institute. p.55
6. ↑   Tomb of Merneith at Abydos
7. ↑  Egypt solar boats